# Olympische Sommerspiele 1960/Teilnehmer (Rumänien)
| Gelbes Symbol für Goldmedaillen mit stilisierten Olympischen Ringen | Graues Symbol für Silbermedaillen mit stilisierten Olympischen Ringen | Braundes Symbol für Bronzemedaillen mit stilisierten Olympischen Ringen |
| ------------------------------------------------------------------- | --------------------------------------------------------------------- | ----------------------------------------------------------------------- |
| 3                                                                   | 1                                                                     | 6                                                                       |

Rumänien nahm an den Olympischen Sommerspielen 1960 in der italienischen Hauptstadt Rom mit einer Delegation von 98 Athleten teil.

## Flaggenträger
Der Leichtathlet Alexandru Bizim trug die Flagge Rumäniens während der Eröffnungsfeier im Olympiastadion.

## Medaillen
Mit drei gewonnenen Gold-, einer Silber- und sechs Bronzemedaillen belegte die rumänische Mannschaft Platz 11 im Medaillenspiegel.

## Teilnehmer nach Sportarten

### Boxen
- Ion Monea, Bronze
- Mircea Dobrescu
- Constantin Gheorghiu
- Vasile Mariuțan
- Iosif Mihalic
- Vasile Neagu
- Gheorghe Negrea
- Nicolae Puiu
- Nicolae Stoenescu

### Fechten
- Maria Vicol, Bronze
- Emeric Arus
- Atilla Csipler
- Ion Drîmbă
- Adalbert Gurath
- Eugenia Mateianu
- Tănase Mureșanu
- Dumitru Mustață
- Ecaterina Lazăr
- Olga Szabó-Orbán
- Cornel Pelmuș
- Sorin Poenaru
- Ladislau Rohony
- Ion Santo
- Iosif Szilaghi

### Gewichtheben
- Fitzi Balaș
- Lazăr Baroga

### Kanu
- Leon Rotman, Bronze
- Mircea Anastasescu
- Alexe Dumitru
- Mercurie Ivanov
- Elena Lipalit
- Igor Lipalit
- Vasilie Nicoară
- Ion Sideri
- Maria Szekeli
- Stavru Teodorov
- Aurel Vernescu

### Leichtathletik
- Iolanda Balaș, Gold
- Lia Manoliu, Bronze
- Andrei Barabaș
- Alexandru Bizim
- Maria Diți
- Constantin Grecescu
- Florica Grecescu
- Cornel Porumb
- Zoltan Vamoș

### Radsport
- Gheorghe Calcișcă
- Ion Cosma
- Ion Ioniță
- Gabriel Moiceanu
- Aurel Șelaru
- Ludovic Zanoni

### Reiten
- Virgil Bărbuceanu
- Andrei Cadar
- Wilhelm Fleischer
- Gheorghe Langa
- Grigore Lupancu
- Vasile Pinciu
- Oscar Recer

### Ringen
- Dumitru Pîrvulescu, Gold
- Ion Cernea, Silber
- Ion Țăranu, Bronze
- Valeriu Bularcă
- Dumitru Gheorghe
- Gheorghe Popovici
- Mihai Șulț

### Rudern
- Martin Bieltz
- Ștefan Kurecska
- Petre Milincovici
- Ionel Petrov
- Ștefan Pongratz
- Gheorghe Riffelt
- Mircea Roger
- Iosif Varga

### Schießen
- Ion Dumitrescu, Gold
- Constantin Antonescu
- Gheorghe Enache
- Marin Ferecatu
- Gavril Maghiar
- Ilie Nițu
- Ștefan Petrescu
- Nicolae Rotaru
- Iosif Sîrbu

### Schwimmen
- Mihai Mitrofan
- Alexandru Popescu

### Turnen
- Atanasia Ionescu, Bronze
- Sonia Iovan, Bronze
- Elena Leuștean, Bronze
- Elena Niculescu, Bronze
- Uta Poreceanu, Bronze
- Emilia Liță, Bronze

### Wasserball
- Alexandru Bădiță
- Gavril Blajek
- Anatol Grințescu
- Ștefan Kroner
- Mircea Ștefănescu
- Alexandru Szabo
- Aurel Zahan